# MS 유틀란디아
MS 유틀란디아(덴마크어: Jutlandia) 호는 1934년 덴마크 동아시아 회사에서 건조한 화물/여객선이다. 현역으로 활동하는 기간 중에는 6·25 전쟁의 병원선 및 왕가의 배로 쓰였고, 1965년에 해체되었다.

## 역사
유틀란디아 호는 1934년 코펜하겐과 방콕 간을 항해하는 구형 선박을 대체하기 위하여 건조되었다. 1934년 11월부터 1940년까지, 1954년부터 1964년 말까지 이 구간을 운행하였다.

### 제2차 세계 대전

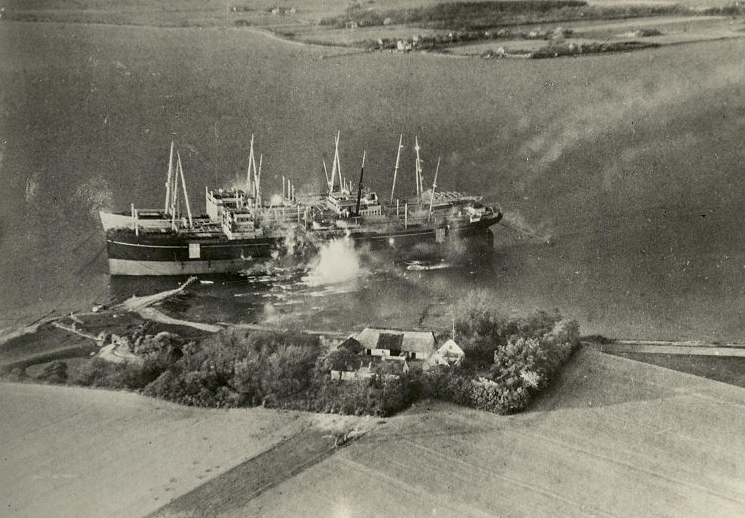
1945년 5월 3일 가해진 공습.

1939년 9월 제2차 세계 대전이 시작했을 때 이 배는 코펜하겐으로 가는 항해 중 로테르담에 도착하였다. 당시 덴마크는 참전하지 않았으므로, 이 배는 방콕으로 가는 항해를 2번 더 끝내서 1940년 1월 코펜하겐에 도착하였다. 코펜하겐에 도착한 후 이 배는 덴마크 정부 소유가 되어 곡물 수송용으로 아르헨티나로 항해하였고, 1940년 3월 31일 코펜하겐에 도착하였다. 4월 1일 대수선을 위하여 나크스코프 조선소로 보내졌다.
독일이 덴마크를 점령한 1940년 4월 9일 도크에 정박 중이었다. 디젤이 부족했기 때문에 독일은 유틀란디아 호를 압류하는 대신 동아시아 회사가 소유하고 있는 다른 동력선 MS 자와, MS 팔스트리아 호와 함께 슬로퇴 섬으로 옮겨졌다. 배를 관리하기 위한 최소 인력만 배치되었다. 전쟁이 끝날 때까지 세 배는 이 곳에 머물렀다. 1945년 5월 3일 가해진 공습 때 자와 호는 침몰하였고, 팔스트리아 호는 침수 및 화재가 발생하였다. 유틀란디아 호는 총탄 자국만 박히고 화물칸에 작은 화재만 났다.
1945년 8월 11일 재항해가 가능한 상태로 정비되었고, 유럽과 미국 동부 해안가를 항해하기 시작하였다.

## 6·25 전쟁
6·25 전쟁이 발발한 후, 덴마크는 유엔군의 일부로 대한민국에 인도주의적 지원을 약속하였다. 초강대국 사이의 분위기는 매우 험악하였고, 덴마크는 무력을 사용하지 않는 UN의 지원을 해야 했기 때문이다. 거의 곧바로 의료 지원이 실시되었으며, 협상 끝에 덴마크에서는 병원선을 보내기로 합의하였다. 1950년 가을 동아시아 회사는 덴마크 정부에 이 배를 대여하였으며, 당시 뉴욕으로 항해하는 중이었다.

### 개조
덴마크 정부는 나크스코프 조선소에서 유틀란디아 호를 병원선으로 개조하였다. 수술실 4곳, 병원 분과 4곳, 병상 356개, X선 장비, 치과 수술대, 연구소, 약국, 특별 분과가 설치되었다. 당시 이 배에는 간호사 42명이 필요하였다. 약 3000~4000명의 간호사가 지원하였고 200명을 대상으로 면접을 진행하였다. 의사와 간호사는 한 방에 4명이 입선하였다.
의료진의 평균 나이는 40대였고, 심적으로 안정적인 사람들이었다. 선발 과정에서 전쟁으로 다친 사람의 사진을 보여 주었기 때문에 어린 사람들이 쉽게 이 광경에 적응할 수 없었기 때문이다.

### 상태
유틀란디아 호가 민간 선박임이 강조되었다. 다른 병원선처럼 흰색으로 칠해지고 양면에 빨간 십자가가 있었다. 군용 병원선의 1.5m 높이에 설치된 녹색 줄무늬와는 달리 빨간 줄무늬가 칠해졌다. 덴마크 적십자에서 병원을 관리하고 운영하였다. 동아시아 회사에서 승무원을 제공하였고, 국가가 항해 요금을 지불하였다.
유틀란디아 호의 선장 카이 하메리히(Kai Hammerich)는 대한민국으로 가기 위해서 덴마크 적십자의 의장을 그만두었다. 유엔군사령부의 군사 지도자들과 협상하기 위해서 해군 계급은 계속 유지되었다. 덴마크 국가와 적십자와 연락하는 역할을 맡았다. 컨설턴트 및 부 의사 모겐스 빙에(Mogens Winge)는 명령 순서의 두 번째이자 병원장으로 활동하였다. 함장 크리스텐 콘드루프(Christen Kondrup)는 유틀란디아 호에 오랫동안 근무하였기 때문에 배에 탑승하였다. 해상 위기가 발생하였을 때 법에 의하여 통제권이 콘드루프에게 넘어갈 예정이었다.
의료진은 군인들을 치료해야 했기 때문에 민간인임에도 불구하고 군대 계급이 부여되었다. 대한민국에 머무르는 중 연합군 사무원들은 민간 선박이라는 사실에 놀랐다.

### 출항
1951년 1월 23일 대한민국으로 출항하였다. 단네브로(덴마크의 국기), 적십자기, UN기가 걸려 있었다. 출항하기 전날 프레데릭 9세와 잉그리드 여왕이 방문하였다. 출항하기 전에 연설이 있었고, 외무부 장관, 악단, 시민 1만여명이 배의 출항을 보기 위해서 모여 있었다. 하메리히는 유틀란디아 호가 '밤손님처럼 몰래' 출항하는 것을 원하지 않았기에 공공의 지원을 바랐다. 승무원 97명, 의료진 91명이 승선하였다.
유틀란디아 호는 일본을 향해 항해하여, UN군에 임무를 보고하였다. 비스케이만을 통과하는 중 흔히 있는 배멀미를 제외하면 항해 중 별 일은 없었다. 선박 재봉사가 항해 중 맹장염으로 수술을 받았고, 고참 의사가 추락사로 아킬레스 건이 파열되어 붕대를 감았다.
항해 중 승무원들은 일렬로 서기와 경례 같은 기본적인 군사 훈련을 받았기 때문에 도착할 때 상당히 좋은 인상을 받았다. 항해 시작 후 38일만에 목적지에 도착하였다. 배가 도착한 당시 맥아더 장군은 이렇게 말했다:
"... 이 곳에서 벌어지는 전쟁은 격한 전쟁으로, 덴마크 신문에서 묘사한 전쟁이 아닙니다. ... 저는 인내심, 결단력, 극기, 솔선수범을 기대합니다. ...

유틀란디아 호는 1951년 3월 7일 부산항에 입항하여 1951년 3월 10일부터 부산항에서 임무를 시작하였다. 전쟁 상황에 따라서 100명 이하부터 200명 이상까지의 부상자가 배에 탑승하였다. 때때로 미국 병원선과 환자들을 차지하기 위한 경쟁이 일어나기도 했다. 유틀란디아 호의 병원선 시설은 매우 높은 국제 기준을 갖추었기 때문에 위중한 환자들이 많이 실려왔다. 제1차 세계 대전 당시와 비교했을 때 근대적인 백신이 많았기 때문에 수술의 비중이 높았다. 과의 경계 없이 환자들은 빈 공간이 생기면 입원하였다.
군인들 사이에서 유틀란디아 호는 인기 높았다. 다른 나라 병원선에 비해서 병실 공간이 넓었다, 의료 서비스 수준이 상당히 좋았기 때문에 완치 가능성이 높았다. 병원선 요리사가 치즈버거와 아이스크림을 요리할 수 있었기 때문에 인기는 더더욱 높았다. 이 때문에 많은 병사들의 군번줄에는 다쳤을 때 유틀란디아 호로 가고 싶다고 쓰여 있었다.
유틀란디아 호에서는 한국인 시민들도 치료해 주었으며, 제일 처음 도착한 병원선이었기 때문에 한국인들의 기억 속에 남았다.
많은 시간 동안 병상은 비어 있었다. 승무원들이 민간인 피해를 보고 있는 동안 병상이 사용되지 않고 있다는 사실을 안타까워했다. 여성 간호사들은 상륙할 수 없었으나, 의사들과 남성 간호사들은 응급 진료에 협력하기도 했다. 지역 주민들은 비공식적으로 의료 지원을 받았고, 때때로 환자들이 선내에 탑승하기도 했다. 일부 전쟁 고아들 역시 진료를 받았다. 사무원실의 사용되지 않는 공간에 고아 담당 부서가 만들어졌다.
미국 함장 매튜 맥컨이 부산 근교에 아동 병원을 설립하였을 때 병원선 의사들의 도움을 많이 받았다. 이 때문에 저장소에서 약품이 사라졌다가 아동 병원에서 왕왕 발견되기도 했다.
의사들의 요구로 하메리히는 UN에 민간인 치료 권한을 요청하였으며, 1951년 7월 부상당한 군인이 도착한 경우 민간인이 나간다는 조건하에 시작하였다. 이 때문에 치료가 더 필요한 민간인이 쫓겨나기도 했으며, 승무원과 의료진은 안타까워했다.
여름이 다가오면서 냉난방 시설의 상태가 악화되어서 부상병을 태우고 유럽으로 회항하기로 결정하였다. 1951년 8월 로테르담을 향하여 항해를 시작하였다. 일부 환자들은 정박하고 있는 동안 항구에 나가기 원했으나 허용되지 않았다. 이후 모든 환자들은 귀국하였다.

### 2차 취항
로테르담에서 보급을 다시 받은 후 유틀란디아 호는 다시 출항하여 1951년 11월 13일 다시 입항하였다. 승무원 및 의료진 대부분이 교대하였다. 첫 항해 때에는 신경외과 환자가 많았으며, 두 번째 항해 때에는 폐 및 턱 절단 환자들이 많았다. 100개의 병상은 군인, 다른 100개의 병상이 민간인을 위하여 사용되었다. 초기에는 유엔군이 민간인 치료에 대해 불쾌해했으나, 이후 분위기가 바뀌었다. 승무원과 의료진에게 어린이들이 많은 관심을 받았고, 이후 배 이곳저곳을 돌아다녔다.
유틀란디아 호는 350개의 병상이 있었으나, 승무원의 과로 때문에 최대 250명까지 받을 수 있었다. 2차 취항 당시 평균 병원 규모는 200~250명이었다. 한국인 의사들도 병원선에 탑승하여 의료 교육을 받았다. 도움을 기다리는 대신 어려운 곳을 직접 지원하는 덴마크식 인도주의 지원을 합법적으로 할 수 있게 되었기 때문에, 육상 인도주의적 지원은 계속되었고 아동 교육도 시작되었다. 이 덕분에 한국인과 덴마크인의 협력이 시작되었고, 우호 협회가 설립되었다.
민간인 환자를 치료하는 데는 문화적 차이도 있었다. 당시 대한민국에서는 병원에서는 환자를 치료하기만 했고 간호는 환자의 가족이 담당하였다. 그래서 병원선에 환자가 탑승하면 환자 가족 전원이 취사 도구를 들고 병상으로 올라오기도 했다. 의료진이 환자를 접견하지 못하도록 막았을 때 가족들이 불쾌감을 표현하기로 했다. 일부 환자들은 남는 식량을 침대 머리맡에 숨겨 두어서 침대 정리를 최대한 피하기도 했다. 시간이 지나면서 점차 문화적 차이를 극복하였다.
유틀란디아 호 승무원들은 인도주의 지원에 깊게 관여하여 일본으로 떠나기를 거부하기도 했다. 자발적으로 두 번 이상 활동에 참가하기도 하였으며, 민간인 중증 환자의 요구가 우선 순위에 올랐다.
적십자의 희망과는 달리 부상당한 포로들은 탑승하지 못했다. 적십자에서는 분쟁의 한 쪽 환자만 지원할 수 있다는 정책에 크게 실망하였고, 적십자의 활동이 제대로 될 수 있는지 의심하기도 했다. UN 군사 지도자들은 이를 거부하였다. 이 문제를 극복하기 위해서 일부 의사들은 비는 시간을 활용하여 전쟁 포로를 치료하는 병원에 참가하기도 했다.
1952년 3월 29일 유틀란디아 호는 일본을 향해 항해했다. 의료 지원을 위해 떠났고, 이후 덴마크로 귀항하였다. 4월 21일 환자 194명을 태우고 귀항하였다. 이 항해에서는 정신 질환자들이 탑승하지 않은 것이 도움되었지만, 일부 환자들간의 싸움이 있었다. 두 두목들을 격리 배치하여 효과를 보았다.

### 3차 취항
3차 취항이 이루어지기 전, 1952년 8월과 9월 유틀란디아 호는 헬리콥터 데크, 안과, 일부 영국 앰뷸런스 모터보트를 장착하였다. 공조 장치는 여러 차례로 나눠서 설치되었고, 1차로는 일본에 도착한 후 설치되었다. 1952년 9월 20일 코펜하겐을 떠나서 11월 2일 요코하마에 도착하였다. 그 곳에서 헬리콥터 데크를 점검하였다.
3차 취항에서는 인천항으로 출항하였고, 11월 20일에 도착하였다. 전선 전방과 가까웠기 때문에 부상자가 더 많이 도착하였다. 헬리콥터 데크가 있었기 때문에 부상자들은 20분 내로 치료받을 수 있었다. 전선에서 환자들이 바로 도착하였기 때문에 의료진들은 24시간 근무하기도 했다.
1953년 3월 상황은 매우 바빴다. 사흘 반 동안에 169명의 부상자들이 도착하였고 81명은 위독하였다. 3월 한 달 동안 환자 301명이 도착하였고, 이 중 104명은 헬리콥터로, 나머지는 배로 이송되었다. 이 때문에 덴마크에서 재보급을 고려하였으나 상황은 빠르게 진정되었다.
부상병 수가 더 늘었고, 접안하고 있었던 위치 때문에 민간인 구호 활동은 줄어들었다. 이 때에도 승무원들은 육상 구호 활동을 하였다.
정전 협정이 가까워지면서 유틀란디아 호의 일은 줄어들었다. 민간 중립 선박이었기 때문에 정전 협정을 이 배에서 맺기로 제안하였으나 북측에서 거부하였다.
1953년 7월 정전 협정 이후 군사적 목적으로 정박할 필요가 없었기 때문에 인도주의적 활동도 중단되었다. 8월 16일 마지막 환자들을 태우고 요코스카 항으로 출항하였고, 이후 그 곳에서 귀국하였다. 8월 29일 도쿄를 출발하였고, 229명의 환자를 태우고 포로를 선상에서 석방하였다. 의료 지원이 필요한 환자는 30명밖에 없었으며, 유틀란디아 호에 타고 있던 포로들은 해방이라고 느꼈기 때문에 선상 규칙을 잘 따라 주어서 항해가 더 쉬웠다.
1953년 10월 16일 영웅 칭호를 받으면서 환영받았다. UN 임무에 투입된 999일 후 덴마크 국기가 다시 계양되었다. 유틀란디아 호가 대한민국에 머물면서 부상자 4981명, 24개국 부상자, 6000명 이상 민간인(정확하지 않음. 더 많을 수도 있음), 인원수 불명의 아동들을 치료하였다. 이 중 29명만이 선상에서 사망하였다. 대한민국 초대 대통령 이승만은 이 배에서 치과 진료를 받았다.
나크스코프 조선소에서 다시 개조를 거쳐서 방콕과 코펜하겐 사이의 항해를 다시 시작하였다.

### 수상
'유틀란디아 호'는 3월 28일 이승만 대통령으로부터 대통령표창을 받았으며(훈장증서 날짜: 1952-03-27) 1954년 8월에도 한번 더 대통령표창을 받았다.

### 요약
- 입국: 1951년 3월 7일
- 출국: 1953년 8월 16일
- 병원 / 부대 운영기간: 1951년 3월 10일 (진료 시작) ~ 1953년 8월 (정확한 진료 종료 시점 미상)
- 활동 지역: 부산항, 인천항 (1952년 11월 20일부터)
- 파견 인원: 100 (근무인원) / 630 (연인원)
- 수상 내역:
  - 대통령표창:[2][3] 2회 (1952-03-27[4], 1954-08-27)

## 왕실 선박
1960년 9월 태국 라마 9세 국왕과 시리낏 왕비가 스칸디나비아 지역을 방문할 때 왕실 선박으로 사용되었다. 코펜하겐, 오슬로, 스톡홀름을 방문하는 데 이 배를 사용하였고, 이후 일반 선박으로 다시 사용되었다.
3년 후 마르그레테 2세(당시 왕세자)가 제노바, 헤라클리온, 수에즈 운하, 아덴, 카라치, 스리랑카, 싱가포르, 방콩, 홍콩을 방문할 때 이 배를 사용하였다. 덴마크로 귀항할 때 상업 활동을 재개하였다.

## 해체

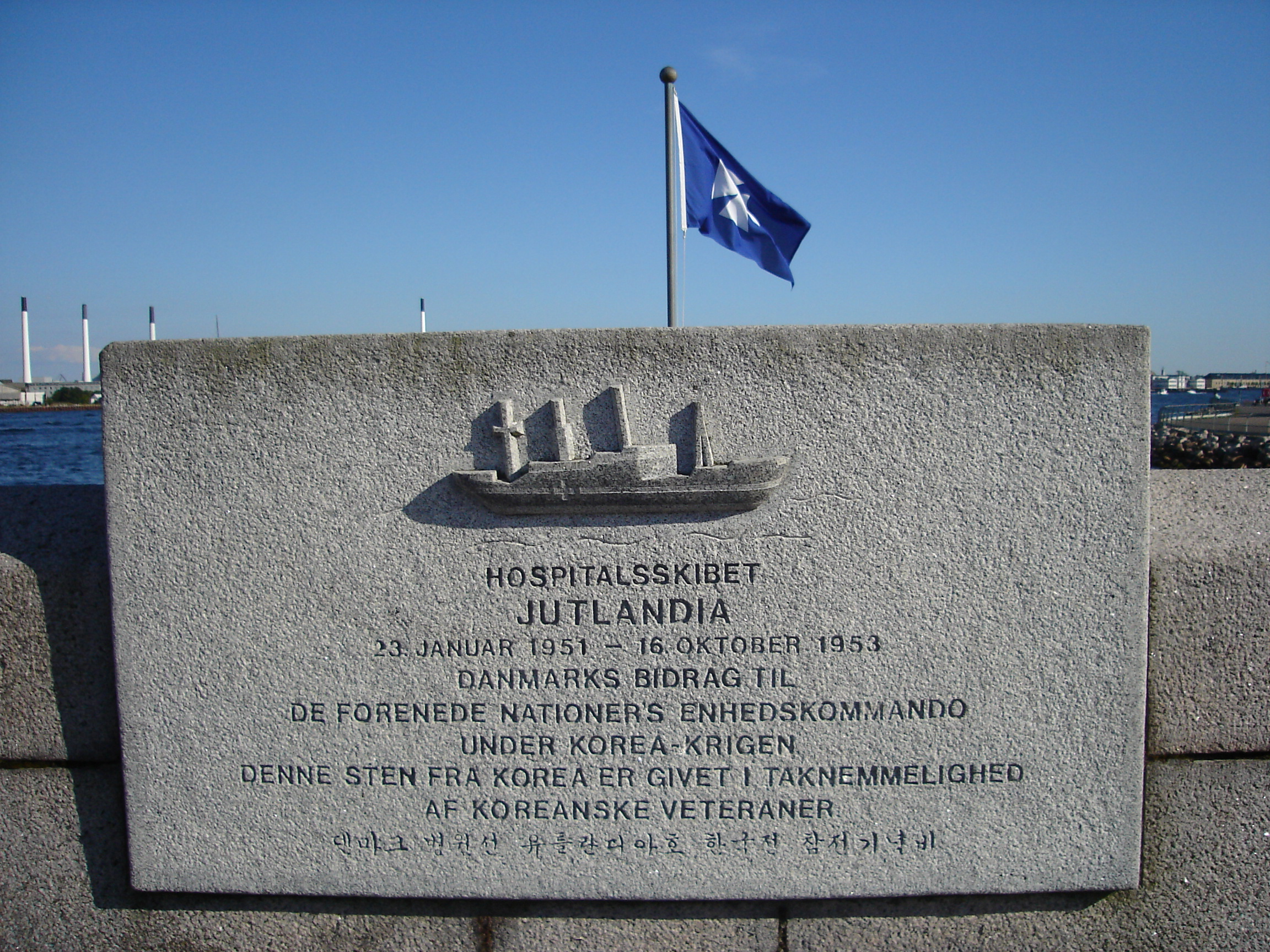
코펜하겐의 선박 기념석

1964년 12월 19일 마지막 코펜하겐-방콕 항해를 마쳤다. 1965년 1월 14일 빌바오로 보내져서 해체하였다.
해체 이후 유틀란디아 호는 기억 속에서 잊혀졌으며, 킴 라르센이 1986년 유틀란디아라는 노래를 발표하면서 다시 기억되기 시작했다. 이 노래는 한국 전쟁 당시 유틀란디아 호의 역할을 다루고 있다. 1990년 6월 15일 코펜하겐에 기념비가 설립되었다. 이 기념비는 대한민국산 화강암으로 제작하였으며, 80000마력급 컨테이너 선박 신형 유틀란디아 호에 실려 운반되었다.
유틀란디아 호는 덴마크 역사의 일부분이자, 덴마크 국민의 의식으로 자리잡았다. 힘든 시기에는 덴마크인의 평화를 꽃피우고, 전쟁으로 상처를 입은 지역에 도움을 주는 "올바른 행동"의 아이콘으로 자리잡았다.

## 같이 보기
- 6.25 전쟁 의료지원단 파견 국가
- 6.25 전쟁 유엔군 파병 국가

## 참고 문헌
- 6.25 전쟁과 유엔군 - 국방부 군사편찬연구소, 2015 (E-BOOK) 보관됨 2023-07-09 - 웨이백 머신
- 6.25 전쟁과 유엔군 - 국방부 군사편찬연구소, 2015 (PDF) 보관됨 2023-07-09 - 웨이백 머신
- 통계로 본 6.25 전쟁 - 국방부 군사편찬연구소, 2014 (E-BOOK) 보관됨 2023-07-09 - 웨이백 머신
- 통계로 본 6.25 전쟁 - 국방부 군사편찬연구소, 2014 (PDF) 보관됨 2021-01-11 - 웨이백 머신
- 유엔군 지원사 - 국방부 군사연구소, 1998 (E-BOOK) 보관됨 2023-07-09 - 웨이백 머신
- 유엔군 지원사 - 국방부 군사연구소, 1998 (PDF) 보관됨 2023-07-09 - 웨이백 머신
- 한국전쟁 요약 - 국방부 전사편찬위원회, 1986 (PDF) 보관됨 2023-07-09 - 웨이백 머신
- 한국전쟁사 제11권 - 유엔군 참전편 (뉴질랜드, 필리핀, 남아프리카 공화국, 태국, 튀르키예, 영국, 미국, 덴마크, 인도, 이탈리아, 노르웨이, 스웨덴) - 국방부 전사편찬위원회, 1980 (E-BOOK) 보관됨 2023-07-07 - 웨이백 머신
- 한국전쟁사 제11권 - 유엔군 참전편 (뉴질랜드, 필리핀, 남아프리카 공화국, 태국, 튀르키예, 영국, 미국, 덴마크, 인도, 이탈리아, 노르웨이, 스웨덴) - 국방부 전사편찬위원회, 1980 (PDF) 보관됨 2023-07-09 - 웨이백 머신

- The History of the UN Forces in the Korean War-3 (Belgium, Colombia, France, Greece, Luxembourg, Netherlands, Denmark, Italy, Norway, Sweden) - ROK Ministry of National Defense Institute for Military History, 1974 (E-BOOK) 보관됨 2023-07-09 - 웨이백 머신
- The History of the UN Forces in the Korean War-3 (Belgium, Colombia, France, Greece, Luxembourg, Netherlands, Denmark, Italy, Norway, Sweden) - ROK Ministry of National Defense Institute for Military History, 1974 (PDF) 보관됨 2023-06-05 - 웨이백 머신
- The History of the UN Forces in the Korean War-6 (Summary) - ROK Ministry of National Defense Institute for Military History, 1977 (E-BOOK) 보관됨 2023-07-09 - 웨이백 머신
- The History of the UN Forces in the Korean War-6 (Summary) - ROK Ministry of National Defense Institute for Military History, 1977 (PDF) 보관됨 2023-06-28 - 웨이백 머신

## 다큐멘터리
- Jutlandia-999 Days of Service in the Korean War - Arirang Prime Ep220
- 6.25 70주년 특집 유틀란디아호의 항해-1부 / The Voyage of Jutlandia-1
- 6.25 70주년 특집 유틀란디아호의 항해-2부 / The Voyage of Jutlandia-2
- 6.25 70주년 특집 유틀란디아호의 항해-3부 / The Voyage of Jutlandia-3